# Емил Хърш
Емил Дейвънпорт Хърш (на английски: Emile Davenport Hirsch) е американски телевизионен и филмов актьор.

## Биография
Започва с незначителни роли още на 8-годишна възраст. Участва в „Императорският клуб“ (The Emperor's Club), „Съседка за секс“ (The Girl Next Door), „Алфа дог“ (Alpha Dog), „Лордовете на Догтаун“ (Lords of Dogtown) и „Сред дивата природа“ (Into the Wild) и Speed Racer. Партнирал е на Джъстин Тимбърлейк, Брус Уилис и Шарън Стоун. Отраства в Лос Анджелис и Санта Фе.

## Избрана филмография
| година | филм                       | оригинално заглавие           | роля                 | режисьор            | бележки |
| ------ | -------------------------- | ----------------------------- | -------------------- | ------------------- | ------- |
| 2004   | Съседка за секс            | The Girl Next Door            | Матьо Кидман         | Люк Гринфийлд       |         |
| 2007   | Сред дивата природа        | Into the wild                 | Кристофър Маккендълс | Шон Пен             |         |
| 2008   | Милк                       | Milk                          | Клив Джоунс          | Гас Ван Сант        |         |
| 2011   | Убиецът Джо                | Killer Joe                    | Крис Смит            | Уилям Фридкин       |         |
| 2013   | Принц Лавина               | Prince Avalanche              | Ленс                 | Дейвид Гордън Грийн |         |
| 2019   | Имало едно време в Холивуд | Once Upon a Time in Hollywood | Джей Сийбринг        | Куентин Тарантино   |         |